# モジミリンEC
モジミリンEC (ポルトガル語: Mogi Mirim Esporte Clube) は、ブラジル・サンパウロ州モジミリンを本拠地とするサッカークラブである。

## 概要
1932年に創設される。1986年に初めてカンピオナート・パウリスタ1部に昇格した。全国レベルでは、1988年にカンピオナート・ブラジレイロ・セリエCに参加、2002年から2004年まではカンピオナート・ブラジレイロ・セリエBに在籍した。
ホームスタジアムはエスタジオ・ヴァイル・シャヴェス
。以前はエスタジオ・ウィルソン・フェルナンデス・デ・バロス (Estádio Wilson Fernandes de Barros) 、ローマ教皇ヨハネ・パウロ2世の名を冠したエスタジオ・パパ・ジョアン・パウロII、そしてクラブの元社長名であるエスタジオ・ロミウド・ヴィトル・ゴメス・フェレイラ (Estádio Romildo Vitor Gomes Ferreira) と命名されていた。

## タイトル

### 国内タイトル
- カンピオナート・パウリスタ・セリエA2 : 2回
  - 1985, 1995

### 国際タイトル
なし

## 過去の成績
| セリエA優勝 | セリエA準優勝 | 上位リーグ昇格 | 下位リーグ降格 |
| シーズン | リーグ  | 順位     | 勝点     | 試合数   | 勝       | 分       | 敗       | 得点     | 失点     |
| -------- | ------- | -------- | -------- | -------- | -------- | -------- | -------- | -------- | -------- |
| 2011     | セリエD | 参戦せず | 参戦せず | 参戦せず | 参戦せず | 参戦せず | 参戦せず | 参戦せず | 参戦せず |
| 2012     | セリエD | 4位      | 20       | 14       | 5        | 5        | 4        | 16       | 15       |
| 2013     | セリエC | 13位     | 27       | 18       | 8        | 3        | 7        | 23       | 18       |
| 2014     | セリエC | 3位      | 38       | 22       | 11       | 5        | 6        | 26       | 29       |
| 2015     | セリエB | 20位     | 23       | 38       | 4        | 11       | 23       | 32       | 69       |
| 2016     | セリエC | 15位     | 18       | 18       | 5        | 7        | 6        | 12       | 15       |
| 2017     | セリエC |          |          |          |          |          |          |          |          |

## 歴代所属選手

### DF
- 酒井宏樹 2009 (留学)

### MF
- フェルナンド 1990-1992
- リバウド 1992
- ジオヴァンニ 2008-2009
- 武富孝介 2009 (留学)
- ファビオ 2010
- エメルソン 2011
- フェルナンジーニョ 2011-2012
- 甲斐敬介 2013 (留学)
- 北村祝  2017

### FW
- アイウトン 1994
- デニス・マルケス 2002-2003
- パウロ・ヌーネス 2003
- リンス 2006-2008